# Spee (Waschmittel)

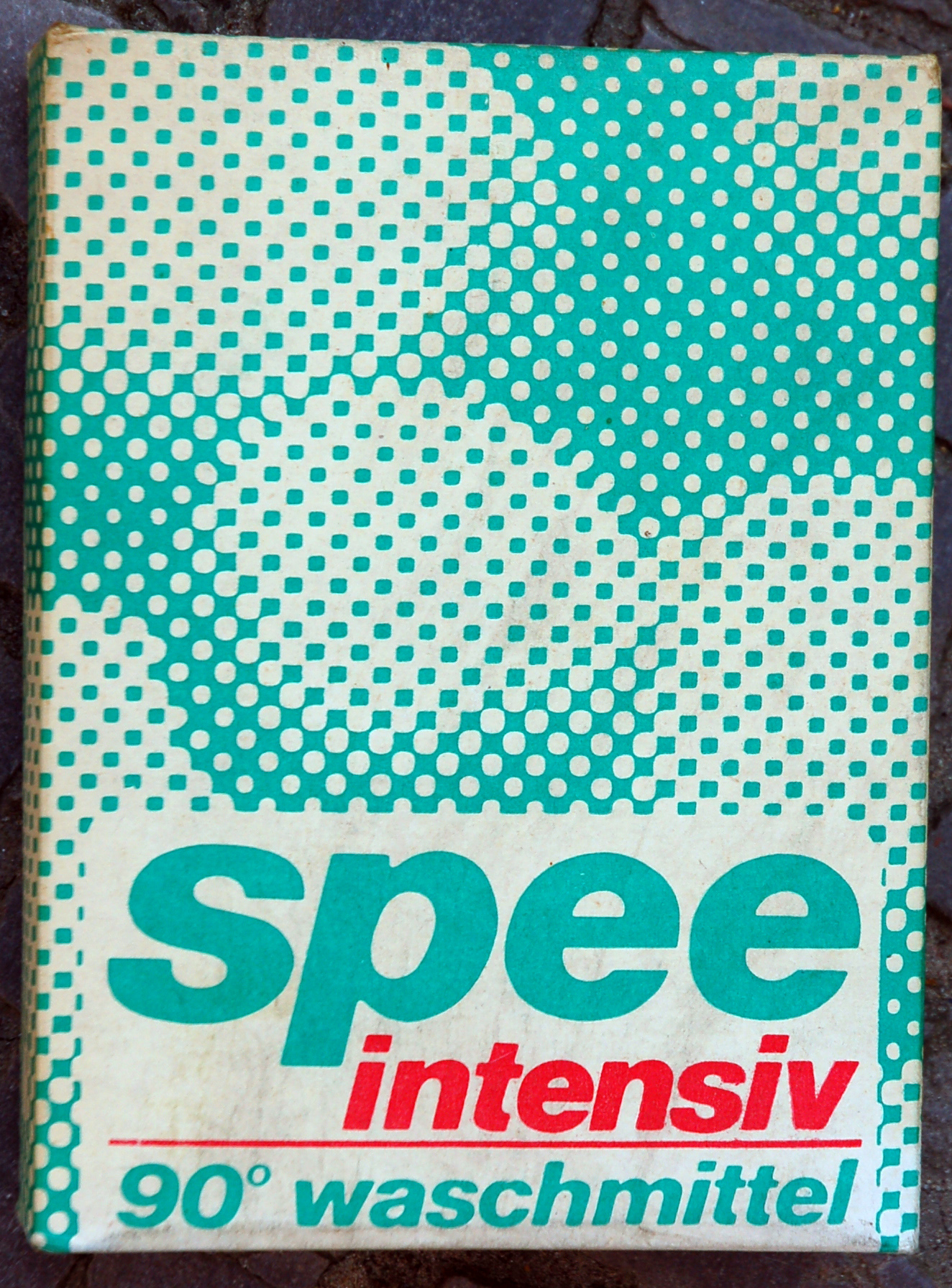
Vorderseite der Waschmittelverpackung, wie sie in der DDR verkauft wurde

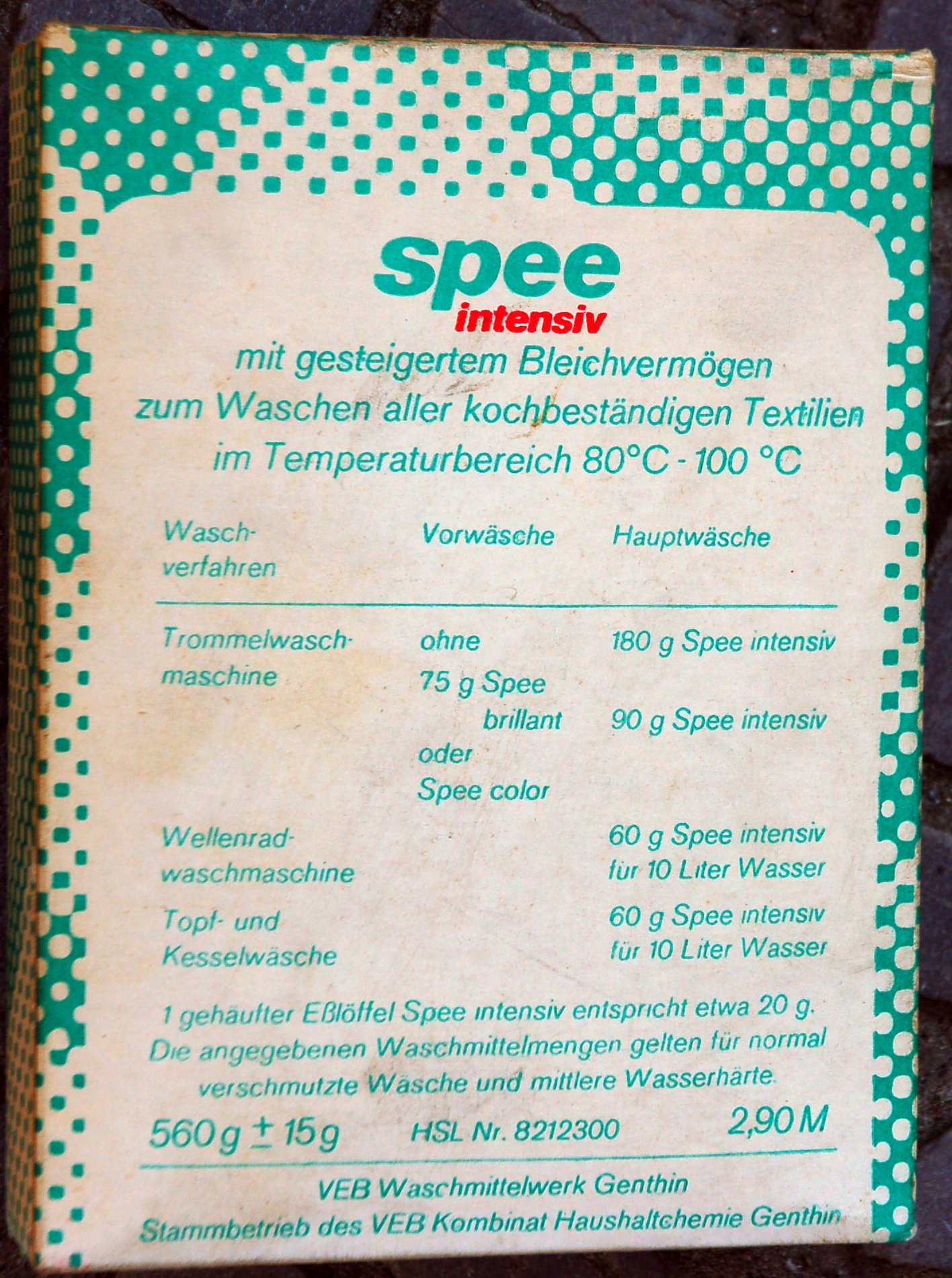
Rückseite der Waschmittelverpackung

Spee ist eine Waschmittelmarke, die 1968 in der DDR eingeführt wurde und bis heute in Deutschland und vielen weiteren europäischen Ländern erhältlich ist.
Ursprünglich wurde Spee vom VEB Waschmittelwerk Genthin entwickelt und produziert, heute gehört die Marke zur Produktpalette des Henkel-Konzerns und wird in Düsseldorf hergestellt.
Der Name Spee steht für Spezial-Entwicklung. Spee ist eine der wenigen Marken aus der DDR, die sich nach der Wende in ganz Deutschland durchsetzen konnten.

## Geschichte

### Markteinführung in der DDR (1968)
Nachdem man bereits 1966 das Warenzeichen Spee für ein neues Waschmittel angemeldet hatte, begann man 1968 mit der Markteinführung und der Produktion im VEB Waschmittelwerk Genthin. Der Markenname „Spee“ setzt sich aus den Wörtern „Spezial“ und „Entwicklung“ zusammen. Das Produkt war als Vollwaschmittel konzipiert und sollte den steigenden Ansprüchen an Waschmittel in der DDR gerecht werden. Spee wurde schnell populär und in verschiedenen Verpackungsgrößen angeboten, um den unterschiedlichen Bedürfnissen der Verbraucher zu entsprechen. Es zeichnete sich durch deutlich verbesserte Waschkraft bei niedrigen Temperaturen (wichtig für die inzwischen sehr verbreiteten Synthetikfasern) und geringere Schaumentwicklung (besser für Waschmaschinen geeignet) aus. Schon kurz nach seiner Einführung wurde Spee mit 80 % Marktanteil zum meistgekauften Waschmittel in der DDR und überholte somit das 1948 entwickelte Milwa vom Waschmittelwerk Schladitz in Prettin.

### Technologische Weiterentwicklung (1970er–1980er)
In den 1970er Jahren wurde Spee technologisch weiterentwickelt, um die Waschleistung und die Effizienz zu verbessern. 1973 wurde Spee gekörnt eingeführt, eine Variante in gekörnter Form, die die Produktionsprozesse optimierte. Das Produkt erhielt verschiedene Auszeichnungen, darunter eine Goldmedaille auf der internationalen Messe Incheba in Bratislava. Weitere Produktvarianten wie Spee Syntex und Spee Intensiv wurden in den 1980er Jahren entwickelt, um den unterschiedlichen Textilien und Waschverfahren gerecht zu werden.

### Nach der Wiedervereinigung: Relaunch durch Henkel (1990)
Nach der Wiedervereinigung Deutschlands wurde das VEB Waschmittelwerk Genthin privatisiert und die Henkel KGaA erwarb im November 1990 das Werk von der Treuhandanstalt zurück. Im Zuge des Relaunchs wurden Spee und Spee Color mit einer neuen, phosphatfreien Rezeptur auf den gesamtdeutschen Markt gebracht. Spee wurde modernisiert und erhielt neue Verpackungen, um den Anforderungen des gesamtdeutschen Marktes gerecht zu werden.

### Expansion und neue Produktvarianten (1990er–2000er)
In den Jahren nach der Wiedervereinigung führte Henkel mehrere neue Varianten von Spee ein, darunter Spee Megaperls im Jahr 1996 und Spee Tabs im Jahr 1999. Beide Produktvarianten zielten darauf ab, den Marktanforderungen an kompakte und leicht dosierbare Waschmittel gerecht zu werden. Das Land Sachsen-Anhalt schloss mit dem Henkel-Konzern einen Vertrag über eine Förderung in zweistelliger Millionenhöhe und die Standortbindung für zehn Jahre ab. Kurz danach entstand in Genthin eine neue Flüssigwaschmittel-Strecke. Im Jahr 2000 wurde zudem Spee Gel als erstes flüssiges Waschmittel der Marke eingeführt.

### Schließung des Werks in Genthin und Verlagerung nach Düsseldorf (2009)
Bevor die Vertragsfrist ablief, baute Henkel die gesamte Flüssigwaschmittel-Strecke wieder ab und verlagerte sie nach Düsseldorf. Schon 2007 war die Pulverproduktion nach Düsseldorf verlagert worden. Im Jahr 2009 stellte Henkel schließlich die Produktion von Spee und anderen Waschmitteln im Werk Genthin ein und verlagerte die Produktion vollständig nach Düsseldorf.
Das Werk in Genthin, das seit 1968 eine zentrale Rolle in der Produktion und Entwicklung von Spee gespielt hatte, wurde geschlossen. Im Zuge dieser Umstrukturierung übernahm die Hansa Group das Gelände des ehemaligen Waschmittelwerks und setzte die Produktion unter eigener Führung fort.

### Weitere Entwicklungen und moderne Varianten
Im Jahr 2017 führte Henkel die Spee Duo-Caps ein, eine vordosierte Form von Waschmittelkapseln. Weitere Varianten, wie Spee Black für dunkle Wäsche, ergänzten das Produktportfolio. Die Marke wurde weiterhin mit neuen Rezepturen und Verpackungsformen aktualisiert und bleibt eine feste Größe im deutschen Waschmittelmarkt. Aktuell hat Spee (Stand 2020) einen Marktanteil von 12 % und ist somit, nach Ariel und Persil, das drittmeist verkaufte Waschmittel Deutschlands.

## Marketing

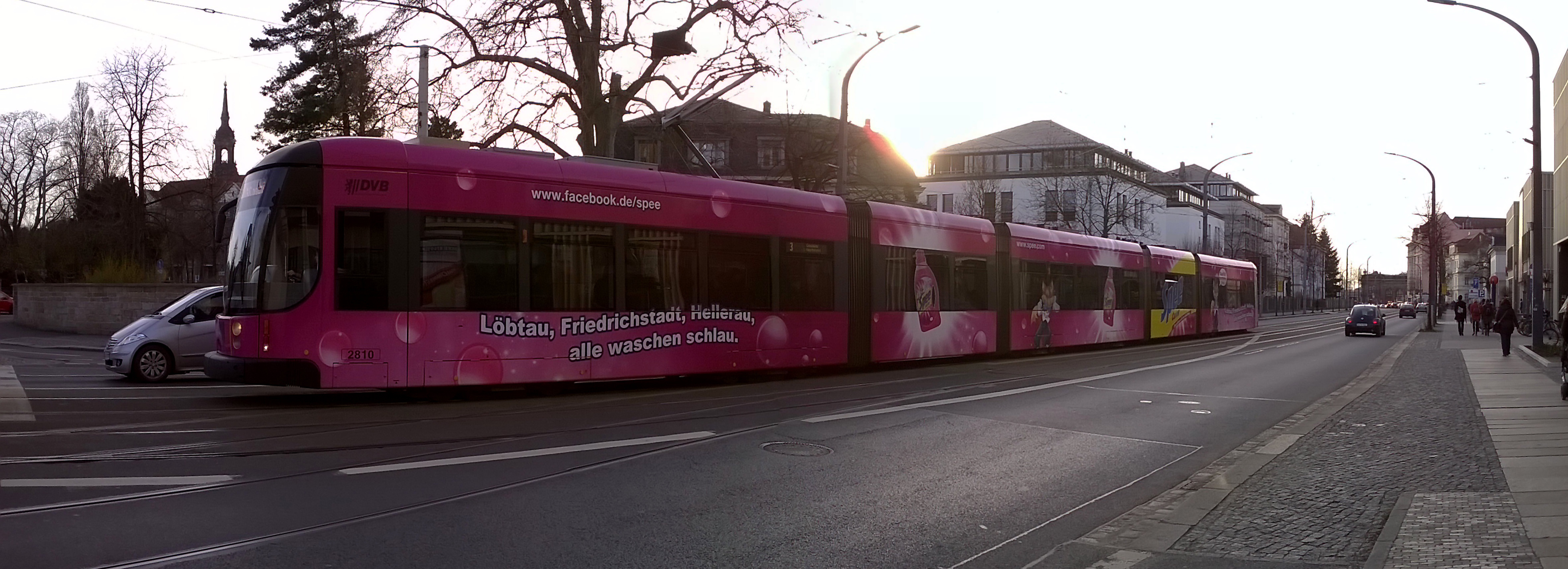
Spee-Straßenbahn der Dresdner Verkehrsbetriebe (FZ 2810)

Spee gehörte zu den wenigen Marken der DDR, die auch Werbemittel einsetzten, welche sogar zur Dekoration von Ladenfenstern genutzt wurden.
Seit 1996 wurde Spee von der Düsseldorfer Werbeagentur Stöhr Markenkommunikation betreut, die auch das Fuchskonzept entwickelte, mit dem Spee im Westen bekannt wurde. Als Markenzeichen wurde ein reimender Fuchs kreiert, der heute in 36 Staaten für die Waschmittelmarken wirbt. Ab 1996 wurde mit dem Symbol des „cleveren Sparfuchses“ gezielt der gesamtdeutsche Markt angegangen, man startete mit einem gesamtdeutschen Marktanteil von 4,8 Prozent. Die zum Teil gerappten Reime des Fuchses stammen von Ralf Maier, einem freien Werbetexter und Songschreiber, der unter anderem zahlreiche Songs für den Sänger und Produzenten Edo Zanki schrieb.
Seit April 2013 betreut die Agentur TBWA die Marke.

### Slogans
- Das neue Spee ist o.k. 1990.
- Das gute Spee – alles o.k. 1993.
- Spee. Die schlaue Art zu waschen. 1997.
- Löbtau, Friedrichstadt, Hellerau, alle waschen schlau. (2017 – Lokalwerbung Dresden)